# Alexander Melville Bell
Alexander Melville Bell, född 1 mars 1819 i Edinburgh, död 7 augusti 1905, var en skotsk fonetiker, från 1881 verksam i USA. Han var far till Alexander Graham Bell.

## Biografi
Bell verkade som professor vid Edinburghs universitet 1843–1865 och därefter som lärare vid University of London till 1870. Åren 1868, 1870 och 1871 var han verksam vid Lowell Institute i Boston, USA. Från 1870 var han professor i filologi vid Queen's University i Kingston, Kanada, och 1881 bosatte han sig i Washington, D.C. och verkade där som föreläsare och skriftställare. 1842 lade han fram en ny teori rörande språkljud, och offentliggjorde 1849 sitt fontetiska system, vilket han senare fullkomnade. Bell utvecklade senare sitt system i en rad artiklar, där hans främsta arbete var Visible speech där han skapade en fullkomlig fonetisk skrift. Han system kom särskilt i Amerika att användas för att lära döva att tala.
Han försökte senare ytterligare förbättra dövundervisningen genom att konstruera en "fonautograf". 
Han var även verksam för främjandet av stenografin och uppfann ett stenografiskt system, baserat på fonografiska principer, för vilket han redogjorde i ett flertal skrifter, bland annat Stenophonography (1852).